# جوردن هاو
جوردن هاو (بالإنجليزية: Jordan Howe)‏ هو منافس ألعاب قوى بريطاني، ولد في 12 أكتوبر 1995 في كارديف في المملكة المتحدة.